# And Also the Trees
Gli And Also the Trees sono un gruppo musicale inglese fondato dai fratelli Justin e Simon Huw Jones e Graham e Nick Havas nel 1979, nella cittadina di Inkberrow, nel Worcestershire.

## Storia

### Nati dal post-punk
Nati nella scia del post-punk e sull'onda della new wave britannici, il loro stile iniziale si rifà a sonorità e melodie darkwave, anche se atipiche rispetto alle coeve band urbane, in quanto influenzate dalla dimensione rurale e fuori dal tempo del loro ambiente, lontano dal caos e dal rumore di città come Londra o Manchester. Sostanzialmente giovanissimi autodidatti, le loro prime registrazioni sono grezze e ingenue, ma abbastanza potenti e originali da attirare l'attenzione dei Cure, che all'epoca cercavano una band per l'apertura dei loro concerti. Fu così che nacque un forte rapporto tra i due gruppi, con gli And Also the Trees che fecero alcune date con i Cure già nel 1980 per il "Seventeen Seconds Tour" e poi l'intero "Eight Appearances Tour" per il Regno Unito nel 1981. Successivamente, tra il 1981 e il 1982 il gruppo registra il mini-LP From Under the Hill, pubblicato nel 1982 dalla BPM Records, alla cui produzione prendono parte anche Robert Smith dei Cure e il loro produttore Mike Hedges. Dopo l'avvicendamento al basso di Steven Burrows al posto di Graham Havas, l'anno seguente Lol Tolhurst, sempre dei Cure, produce quindi il singolo Shantell/Wallpaper Dying e poi il loro primo LP, And Also the Trees, pubblicato nel febbraio 1984 dalla piccola etichetta indipendente Reflex Records, nel quale vengono inseriti i sei brani già composti per il mini-LP d'esordio più altri due, tra cui l'emblematica Shrine. L'album, che subito contribuisce a distinguere il loro suono da quello delle altre band dell'epoca, cattura l'attenzione di John Peel, per il cui celebre programma radiofonico alla BBC il gruppo registra una sessione trasmessa il 26 aprile 1984. Sempre nel corso del 1984 accompagnano di nuovo i Cure nel loro tour britannico per la promozione dell'album The Top.

I testi lirici e descrittivi di Simon Huw Jones, fortemente ispirati da una visione mistica della natura, sono quasi recitati dalla sua voce profonda sulle dense trame melodiche di chitarra composte dal fratello Justin, spesso eseguite come al mandolino. Quelle prime registrazioni in studio, compresi i cinque brani inediti pubblicati nei due successivi 12" The Secret Sea (1984) ed A Room Lives in Lucy (1985), già fondevano la loro chiara derivazione post-punk con elementi del tutto originali, sia melodici che sonori, ma è con il secondo album, Virus Meadow, pubblicato nel 1986, che gli And Also the Trees trovano la propria identità, con un arrangiamento essenziale, che concede poco all'elettronica, basato su una ritmica potente e oscura, portata da Burrows e Havas, e sulle espressive parti di chitarra elettrica di Justin Jones, che combinano un suono trattato con effetti di chorus, delay e riverbero, fitti arpeggi e figurazioni folk, evitando eccessi di rumore, per creare sfumature musicali evocative, ricche di atmosfera. I lavori successivi, il maxi singolo The Critical Distance (1987) e i tre album The Millpond Years (1988), Farewell to the Shade (1989) e Green Is the Sea (1991), tutti pubblicati ancora con la Reflex tranne l'ultimo, pubblicato con l'etichetta tedesca Normal, consolidano il loro stile, via via più raffinato nelle partiture, e il loro successo europeo, soprattutto in Francia e Germania, oltre che in patria, aprendo la strada con ottimi riscontri anche al loro primo lungo tour negli USA, dove sono distribuiti Farewell to the Shade e il maxi singolo The Pear Tree, alla cui produzione nel 1991 prese parte nuovamente anche Robert Smith. In questo trittico gli And Also the Trees continuano a produrre canzoni appassionate e drammatiche, traendo ispirazione lirica da emozioni estreme, paesaggi rurali, eventi soprannaturali e immagini mistiche, come anche dalla storia, dalle leggende popolari e dalla letteratura romantica inglese, mentre dal punto di vista musicale negli arrangiamenti assumono ora un certo maggior peso le tastiere, suonate dal produttore Mark Tibenham, che sintetizza soprattutto suoni di piano, fiati e archi per rendere più corposa l'orchestrazione delle melodie.

### Cambio di stile
Dopo la pubblicazione della raccolta dei singoli e degli EP usciti tra il 1983 e il 1992, intitolata From Horizon To Horizon, con l'album The Klaxon del 1993, pubblicato ancora dalla Normal, il gruppo cambia in parte il proprio registro, introducendo elementi musicali vagamente lounge che, insieme a una sorta di cupo mix d'atmosfera tra blues, R&B e jazz, caratterizzeranno più decisamente i successivi due album, Angelfish (1996) e Silver Soul (1998), quest'ultimo prodotto e pubblicato direttamente dagli And Also the Trees, come d'ora in poi tutti i loro successivi lavori, e registrato con il nuovo batterista Paul Hill, dopo l'abbandono dell'altro fratello Havas, Nick, che lascia i due fratelli Jones quali unici membri fondatori e vera anima del gruppo. In questo passaggio dal post-punk a una  meno etichettabile matrice indipendente, il canto di Simon Jones si fa più fluido e meno recitativo, la chitarra di Justin Jones si allontana in parte dalle fitte tessiture riverberate per partiture più pulite e minimali, lasciando la scena anche a strumenti come la tromba, mentre la sezione ritmica di Burrows e Havas, sostituito poi da Hill, arretra più sullo sfondo. Gli anni successivi vedono un periodo di cambiamento e riflessione, con la band che si allontana dalle sue radici nel Worcestershire e si separa anche geograficamente, prendendo una lunga pausa.

### La rinascita acustica

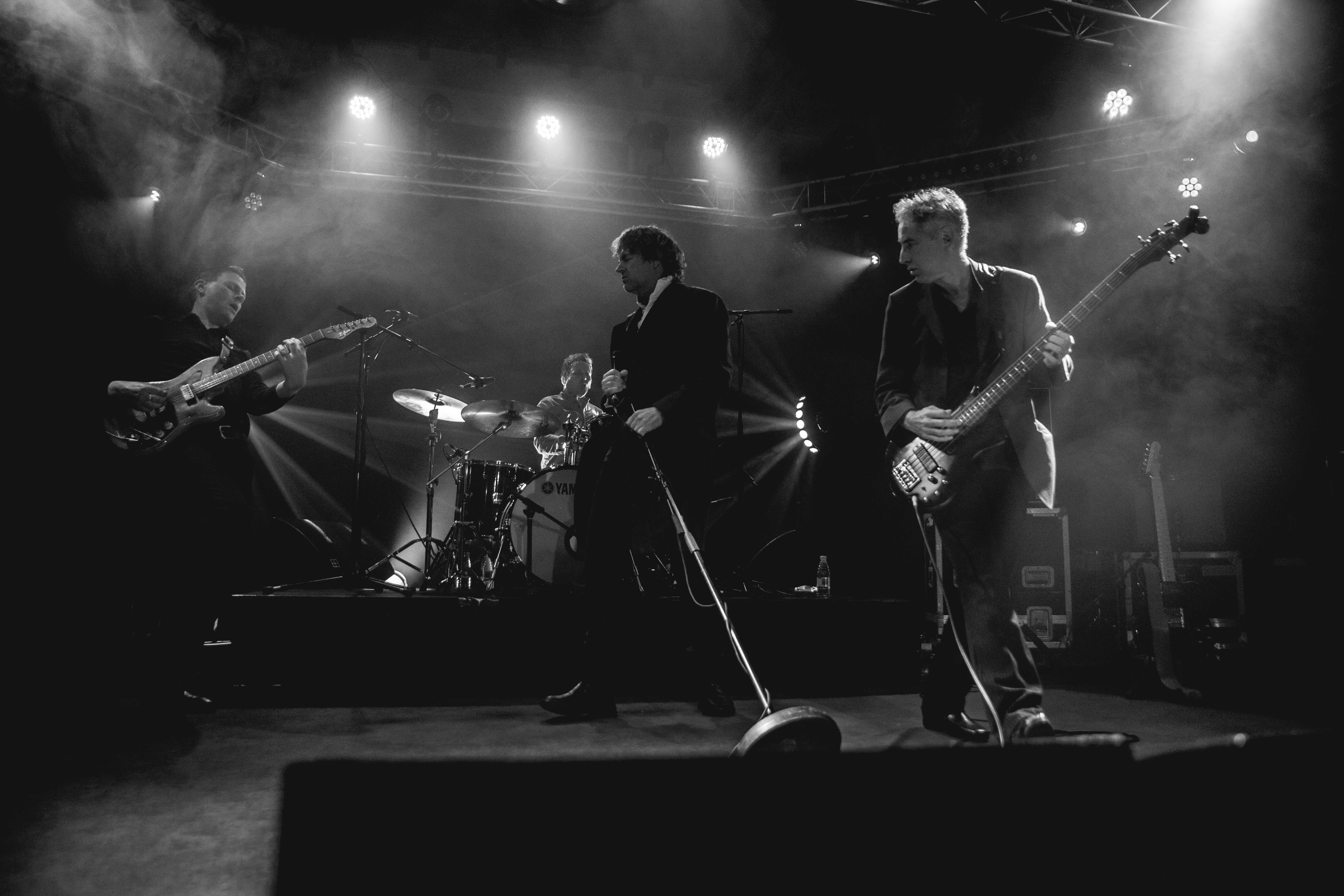
In concerto al "Les Abattoirs", Cognac, 23 novembre 2019.

Il gruppo si ritrova in studio, di nuovo nella campagna del Worcerstershire, nel 2003 per lavorare a un nuovo album, Further From the Truth, che in parte recupera e amalgama in un nuovo registro più riflessivo, ormai lontano dalle radici post-punk, le primitive sonorità oscure, mai del tutto abbandonate e imperniate sempre sul caratteristico stile e l'estro del compositore-chitarrista Justin Jones. Nel 2005 viene quindi pubblicata una corposa raccolta retrospettiva intitolata semplicemente 1980-2005.

Il loro decimo album, intitolato (Listen for) The Rag and Bone Man, uscito nel novembre 2007 e anticipato da un tour europeo, vede l'esordio in studio con la band del contrabbassista Ian Jenkins, subentrato nel 2004 dopo l'abbandono da parte dello storico bassista Steven Burrows, oltre all'impiego diffuso di strumenti come il dulcimer, con un evidente cambio di sonorità, ora più acustica, e melodie nuovamente cupe e malinconiche, che riscuotono un grande consenso di critica, segnando in qualche modo un vero punto di svolta. Il percorso acustico continua attraverso un nuovo arrangiamento di vari brani del passato repertorio, registrati per l'antologia When the Rains Come, pubblicata nel giugno 2009 e accompagnata da una serie di concerti "da camera", di cui resta traccia nel video del live nella Chapelle des Carmélites a Tolosa, registrato il 4 novembre 2009, e ancora per la raccolta Driftwood, edita in tiratura limitata nel 2011.

Con l'album Hunter Not the Hunted (2012) la band continua la sua evoluzione, tornando decisamente alla natura come principale fonte d'ispirazione per i testi, calati in un'atmosfera musicale sempre acustica, ma più rarefatta, caratterizzata da una continua ricerca dell'essenzialità sonora, scevra da elettronica e finalizzata a creare un intenso ambiente emotivo. Il nuovo lavoro funziona da catalizzatore per gli inviti a suonare in paesi nuovi per la band, come Ucraina, Romania, Lituania e Giappone, con due concerti a Tokyo, e porta il gruppo a rinsaldare il vecchio rapporto con i Cure, ripreso quando Robert Smith li invita come ospiti speciali per tre concerti all'Hammersmith Apollo di Londra nel dicembre 2014.

Nel corso del 2015 lasciano il gruppo Ian Jenkins e la polistrumentista Emer Brizzolara, che era subentrata a Tibenham nel 1994, rimpiazzati dal bassista Grant Gordon e dal polistrumentista francese Colin Ozanne, con i quali i fratelli Jones e Hill completano la registrazione del dodicesimo album di inediti in studio, Born Into the Waves (2016), che ruota attorno a pezzi di chitarra scritti come "canzoni d'amore da tutto il mondo", traendo ispirazione dai loro recenti viaggi verso est. Nel settembre 2022, dopo un'altra lunga pausa, pubblicano The Bone Carver, preceduto e seguito da diversi concerti in giro per l'Europa, quindi, meno di due anni più tardi, il 23 febbraio 2024 esce il loro ultimo album in studio, Mother-of-Pearl Moon.

## Discografia

### Album in studio
- 1984 - And Also the Trees
- 1986 - Virus Meadow
- 1988 - The Millpond Years
- 1989 - Farewell to the Shade
- 1991 - Green Is the Sea
- 1993 - The Klaxon
- 1996 - Angelfish
- 1998 - Silver Soul
- 2003 - Further From the Truth
- 2007 - (Listen for) The Rag and Bone Man
- 2012 - Hunter Not the Hunted
- 2016 - Born Into the Waves
- 2022 - The Bone Carver
- 2024 - Mother-of-Pearl Moon

### Album live
- 1987 - The Evening of the 24th
- 1994 - Le Bataclan

### Raccolte
- 1986 - Et aussi les arbres (New Rose)
- 1986 - A Retrospective 1983-1986 (box set, Reflex Records)
- 1993 - From Horizon to Horizon (box set)
- 2005 - 1980-2005 (box set)
- 2009 - When the Rains Come (versioni acustiche)
- 2009 - And Also the Trees (Les Disques du 7ème Ciel)
- 2011 - Driftwood (versioni acustiche)

### Mini-LP, EP e singoli
- 1982 - From Under the Hill, mini-LP
- 1983 - Shantell, 7"
- 1984 - The Secret Sea, 7"/12"
- 1985 - A Room Lives in Lucy, 12"
- 1987 - Shaletown, 7/12"
- 1987 - The Critical Distance, 12"
- 1988 - The House of The Heart, 12"
- 1989 - Lady d'Arbanville, 12"
- 1989 - Misfortunes, 7"
- 1991 - The Pear Tree, 12"
- 1998 - Nailed, EP
- 2014 - And Also the Trees, EP a tiratura limitata

## Formazione

### Componenti attuali
- Simon Huw Jones - voce e testi
- Justin Jones - chitarra elettrica, chitarra acustica e 12 corde, fisarmonica
- Paul Hill - batteria dal 1997
- Grant Gordon - basso elettrico dal 2015
- Colin Ozanne - clarinetto, sassofono, chitarra e tastiera dal 2015

### Ex componenti
- Graham Havas - basso elettrico 1979-1983
- Nick Havas - batteria 1979-1997
- Steven Burrows - basso elettrico 1983-2004
- Mark Tibenham - tastiera, pianoforte, organo 1988-1993
- Emer Brizzolara - tastiera, pianoforte, dulcimer, melodica, 1994-2015
- Dale Hodgkinson - tastiera 1998
- Ian Jenkins - basso, contrabbasso 2004-2015